# Eerste klasse schaken 1931/32
Het seizoen 1931/32 was het twaalfde seizoen van de Eerste klasse, de hoogste Nederlandse schaakcompetitie voor schaakverenigingen. Zes clubs streden om het landskampioenschap, dat door de Haagse vereniging Discendo Discimus werd gewonnen.
In de nacompetitie om promotie en degradatie moest Schaakclub Utrecht het opnemen tegen Staunton uit Groningen. Utrecht wist beide wedstrijden te winnen zodat de club zich handhaafde.

## Eindstand[1][3]
| # | Team    | MP | BP  | 1  | 2  | 3  | 4  | 5  | 6  |
| - | ------- | -- | --- | -- | -- | -- | -- | -- | -- |
| 1 | DD      | 8  | 28½ | -- | 6  | 3½ | 6½ | 6  | 6½ |
| 2 | NRSV    | 5  | 26½ | 4  | -- | 6  | 5  | 4  | 7½ |
| 3 | VAS     | 5  | 25  | 6½ | 4  | -- | 3½ | 6  | 5  |
| 4 | Bussum  | 5  | 23½ | 2½ | 4  | 6½ | -- | 5½ | 5  |
| 5 | ASC     | 4  | 24½ | 4  | 6  | 4  | 3½ | -- | 7  |
| 6 | Utrecht | 2  | 19  | 3½ | 2½ | 5  | 5  | 3  | -- |

### Legenda
|  | Landskampioen          |
|  | Play-off om degradatie |

Eerste klasse

1920/21 · 1921/22 · 1922/23 · 1923/24 · 1924/25 · 1925/26 · 1926/27 · 1927/28 · 1928/29 · 1929/30 · 1930/31 · 1931/32 · 1932/33 · 1933/34 · 1934/35 · 1935/36 · 1936/37 · 1937/38 · 1938/39 · 1939/40 · 1940/41 · 1941/42
Hoofdklasse

1942/43 · 1943/44 · 1944/45 · 1945/46 · 1946/47 · 1947/48 · 
1948/49 · 1949/50 · 1950/51 · 1951/52 · 1952/53 · 1953/54 · 1954/55 · 1955/56 · 1956/57 · 1957/58 · 1958/59 · 1959/60 · 1960/61 · 1961/62 · 1962/63 · 1963/64 · 1964/65 · 1965/66 · 1966/67 · 1967/68 · 1968/69 · 1969/70 · 1970/71 · 1971/72 · 1972/73 · 1973/74 · 1974/75 · 1975/76 · 1976/77 · 1977/78 · 1978/79 · 1979/80 · 1980/81 · 1981/82 · 1982/83 · 1983/84 · 1984/85 · 1985/86 · 1986/87 · 1987/88 · 1988/89 · 1990/91 · 1991/92 · 1992/93 · 1993/94 · 1994/95 · 1995/96
Meesterklasse

1996/97 · 1997/98 · 1998/99 · 1999/00 · 2000/01 · 2001/02 · 2002/03 · 2003/04 · 2004/05 · 2005/06 · 2006/07 · 2007/08 · 2008/09 · 2009/10 · 2010/11 · 2011/12 · 2012/13 · 2013/14 · 2014/15 · 2015/16 · 2016/17 · 2017/18· 2018/19 · 2019/20 · 2020/21 · 2021/22 · 2022/23 · 2023/24 · 2024/25